# Mehtap Gültekin
Mehtap Gültekin (ur. 1 stycznia 2000) – turecka zapaśniczka startująca w stylu wolnym. Zajęła siedemnaste miejsce na mistrzostwach świata w 2023 roku.
Brązowa medalistka igrzysk solidarności islamskiej w 2021. Trzecia na ME U-23 w 2022 i 2023. Wicemistrzyni Europy kadetów w 2017 roku.